# Gábor Szetey
Gábor Szetey (ur. 6 stycznia 1968) – węgierski polityk, były sekretarz stanu w Urzędzie Rady Ministrów. Członek Węgierskiej Partii Socjalistycznej.
W roku 1992 został absolwentem budapeszteńskiego Corvinus University, gdzie studiował ekonomię. W latach 2000–2001 pracował jako doradca w Time Manager International USA Inc. w Nowym Jorku, a następnie dla koncernu Kraft Foods. Powrócił na Węgry w roku 2006, gdy został zaproszony do współpracy w rodzimym rządzie.
5 lipca 2007 roku, podczas obchodów Gay Pride Day, zdeklarował się jako osoba homoseksualna.